# Apteromicrus
Apteromicrus is een geslacht van kevers uit de familie bladkevers (Chrysomelidae).
De wetenschappelijke naam van het geslacht werd in 1981 gepubliceerd door Chen & Jiang.

## Soorten
- Apteromicrus flavipes Chen & Jiang, 1981